# Mimosa uruguensis
Mimosa uruguensis är en ärtväxtart som beskrevs av William Jackson Hooker och George Arnott Walker Arnott. Mimosa uruguensis ingår i släktet mimosor, och familjen ärtväxter. Inga underarter finns listade i Catalogue of Life.